# Mokresz (obwód Montana)
Mokresz (bułg. Мокреш) – wieś w Bułgarii, w obwodzie Montana, w gminie Wyłczedrym. Według danych szacunkowych Ujednoliconego Systemu Ewidencji Ludności oraz Usług Administracyjnych dla Ludności, 15 września 2023 roku miejscowość liczyła 722 mieszkańców.

## Osoby związane z miejscowością

### Urodzeni
- Emił Aleksandrow (1934–2012) – bułgarski oficer, polityk
- Zdrawko Aleksandrow (1911–1998)  – bułgarski malarz
- Emił Caninski (1957) – bułgarski piłkarz
- Asen Durmiszew (1938–2006) – bułgarski lekarz, uczony
- Zdrawko Manołow (1920–2010) – bułgarski poeta i malarz
- Trifon Panow (1846–1918) – bułgarski polityk